# زكي بدوي
الشيخ محمد أبو الخير زكي بدوي (14 يناير 1922 - 24 يناير 2006) هو عالم دين وداعية إسلامي مصري وناشط اجتماعي بارز. من كبار الداعيين لحوار الأديان. كما كان مدير الكلية الإسلامية في لندن والتي أسسها سنة 1986. وكان كاتباً ومذيعاً في الشؤون الإسلامية. شغل منصب رئيس الأئمة المسلمين في بريطانيا حتى وفاته.

## حياته
ولد زكي بدوي في مصر سنة 1922، هاجر إلى بريطانيا للدراسة علم النفس، وحصل هناك على دكتوراه في الفكر الإسلامي المعاصر.

## وفاته
توفي زكي في 24 يناير 2006 في لندن عن عمر 83 سنة. وعبرت الحكومة البريطانية وقصر بيكنغهام والكنيسة الأنجليكانية عن حزنها لرحيل بدوي, كما أشادوا بما كان يقوم به الداعية من أجل حوار الأديان.